# Cratere Viviani
Viviani è un cratere lunare di 26,94 km situato nella parte nord-occidentale della faccia nascosta della Luna.